# Мухаммед Али против Антонио Иноки
Мухаммед Али против Антонио Иноки, заявленный как «Война миров» (англ. The War of the Worlds) — бой между американским профессиональным боксёром Мухаммедом Али и японским рестлером Антонио Иноки, который состоялся 26 июня 1976 года на арене «Ниппон Будокан» в Токио, Япония. На тот момент Али одержал победу нокаутом над Ричардом Данном в мае и был действующим чемпионом WBC/WBA в тяжёлом весе. Иноки, которого рестлер Карл Готч обучал кэтчу, устраивал показательные бои против чемпионов различных боевых искусств, пытаясь показать, что рестлинг является доминирующей боевой дисциплиной.
Сам бой, который проводился по особым правилам, считается предшественником современных смешанных боевых искусств. Большую часть боя Иноки, лёжа на спине, 107 раз ударил Али по ногам без остановки судьи (из-за особого правила, оговорённого незадолго до боя, которое позволяло ему делать это без дисквалификации). Результат боя — ничья — долгое время обсуждался в прессе и болельщиками. Бой судил Джин Лебелл.

## Предыстория
В апреле 1975 года на приёме в США Мухаммед Али был представлен Итиро Хатта, президенту Japanese Amateur Wrestling Association. Али похвастался перед Хаттой: «Неужели нет ни одного восточного бойца, который бросил бы мне вызов? Я дам ему один миллион долларов, если он победит». Это легкомысленное замечание попало в заголовки газет в Японии, и вызов Али был принят Иноки, чьи финансовые спонсоры предложили боксёру 6 миллионов долларов за бой. Сделка была заключена в марте 1976 года, и бой был назначен на 26 июня в токийском «Ниппон Будокан».
Для рекламы боя было проведено несколько пресс-конференций. Когда они впервые встретились, Али объявил, что прозвал Иноки «Пеликаном» из-за его выдающегося подбородка. Иноки ответил через переводчика: «Когда твой кулак соприкоснётся с моим подбородком, позаботься о том, чтобы твой кулак не был повреждён». Затем он подарил Али костыль, чтобы тот пользовался им после того, как его выбросят с ринга. Иноки сказал после этого: «Я не знаю, насколько серьёзно Мухаммед Али относится к этому бою, но если он не отнесётся к нему серьёзно, он может получить повреждения. Я собираюсь драться. Я могу даже сломать ему руку».
Готовясь к бою, Али тренировался с рестлером Шейхом. Али также спарринговал с рестлерами Кенни Джеем и Бадди Вольффом, победив обоих в показательных матчах, показанных по телевидению.
Associated Press предваряет репортаж своего корреспондента Джона Родерика, написанный накануне боя, описанием его как «…то, что одни называют первым в мире чемпионатом по боевым искусствам, а другие — многомиллионной фикцией».

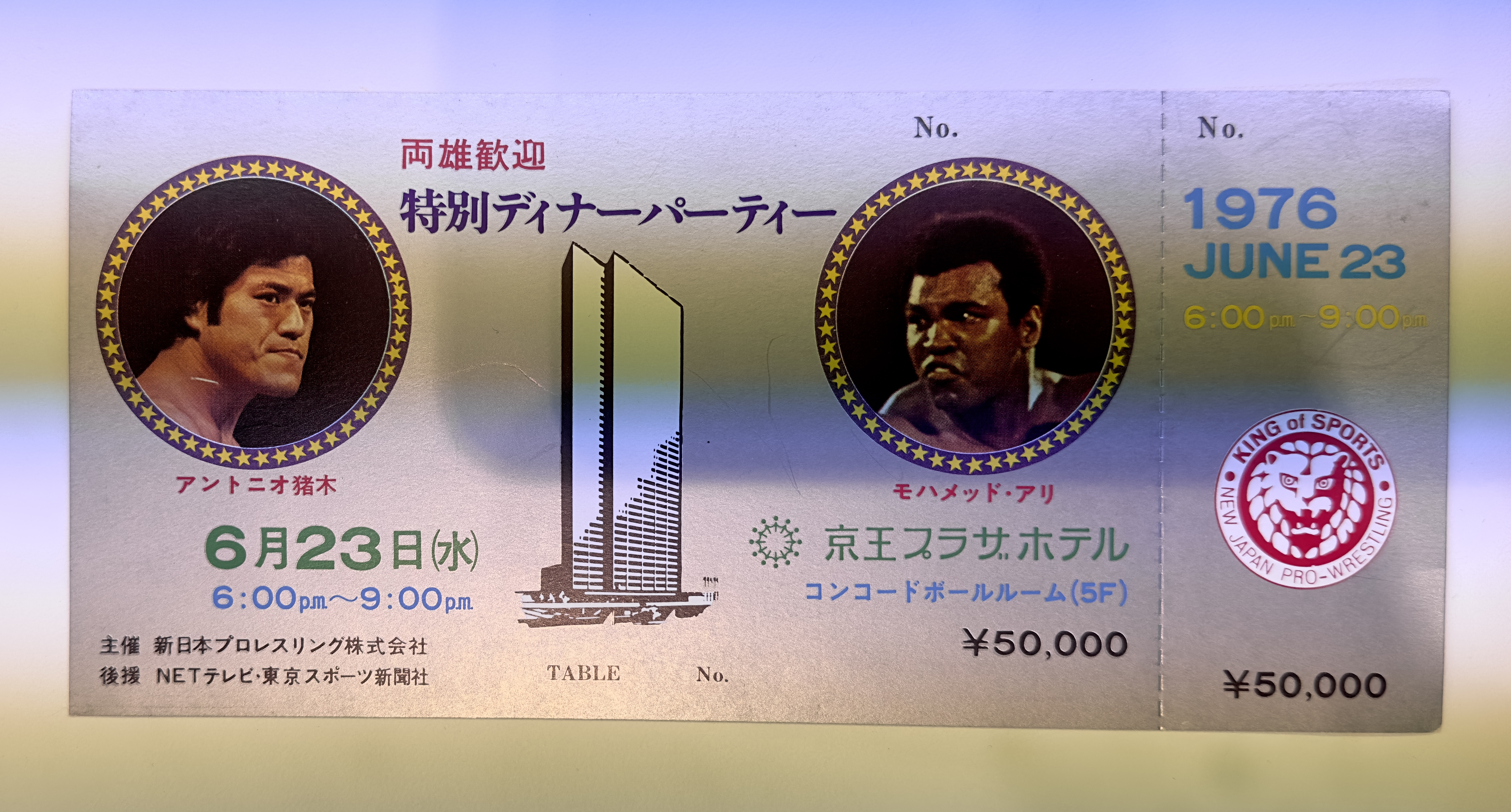
Билет на шоу стоимостью 50 000 иен

В день поединка Али устроил скандал по прибытии в аэропорт, прокричав: «Перл-Харбора не будет! Мухаммед Али вернулся! Перл-Харбора не будет!», когда он проходил мимо толпы журналистов. Ожидание поединка было огромным; он транслировался в 34 странах мира, и его аудитория оценивалась в 1,4 миллиарда зрителей. Из-за разницы в часовых поясах 25 июня поединок можно было увидеть более чем в 150 местах, где проходила трансляция. В Нью-Йорке промоутер Винс Макмэн-старший продавал билеты на трансляцию поединка на арене Shea Stadium, на которую собралось 32 897 зрителей. На шоу Showdown at Shea бой Али и Иноки был главным событием вечера, в котором также участвовал рестлер Андре Гигант против боксера Чака Уэпнера. В самом «Будокане» билеты были распроданы, самые дорогие места стоили 300 000 иен.

## Правила
Бой проходил по специально созданным правилам. Из-за различных утверждений на протяжении многих лет трудно узнать причины их введения.
Утверждается, что кураторы Али первоначально согласились на постановочный матч, но Али так и не согласился это сделать. По словам боксёрского журналиста Джима Мёрфи, первоначальный план состоял в том, чтобы Али случайно ударил рефери и нокаутировал его. Стоя над рефери с обеспокоенным видом, Иноки провёл ему приём «энзуигири». Затем рефери приходил в себя и засчитывал Али поражение, давая Иноки победу на глазах у его соотечественников и позволяя Али сохранить лицо. Однако когда Али узнал, что ему придётся проиграть, он отказался, превратив бой в настоящий.
По словам Иноки, Али и его окружение подписали контракт, ожидая, что бой будет показательным, а не настоящим соревнованием. Только когда они пришли посмотреть на тренировку Иноки за шесть дней до боя и увидели, как он использует серию жестоких ударов и захватов на спарринг-партнёрах, они почувствовали, что это будет реальный бой. Иноки утверждает, что Али спросил его: «Хорошо, когда мы проведём репетицию?», на что Иноки ответил: «Нет, нет. Это не показательный бой. Это настоящий бой!».
В дни, предшествовавшие бою, представители Али и Иноки начали пересматривать правила. На Иноки был наложен целый список ограничений. Ему не разрешалось бросать, хватать или захватывать Али, и он не мог наносить удары ногами, если не стоял коленом на ковре. Лагерь Али также потребовал, чтобы правила не были обнародованы до боя. Эксперт по дзюдо и морской пехотинец США Донн Дрегер отметил: «Правила были настолько серьёзно изменены, что поединок перестал быть боксом против рестлинга. Если бы это не было сделано, не было бы возможности поставить хореографию поединка и сделать его убедительным. Али может схватиться или ударить, а Иноки не разрешается прыгать ногами или повалить его. Последнее ограничение равносильно запрету Али наносить джебы. Какой фарс!».
Рестлер Брет Харт, в то время сотрудник Иноки, утверждал в своей автобиографии 2008 года, что никакого специального регламента не было, заявив, что вместо этого что «темнокожие мусульмане, поддерживавшие Али, ясно дали понять, что если Иноки хоть пальцем тронет их чемпиона, они его убьют. Поэтому Иноки пятнадцать раундов лежал на спине, пиная Али по голеням, чтобы не использовать руки». Этому утверждению придал достоверности тогдашний рефери NJPW Мистер Такахаси, который заверил, что ограничения потребовало окружение Али, а не сам Али. В 2016 году рефери матча Джин Лебелл ещё раз опроверг существование ограничений на удары ногами или захваты и заявил, что все виды ударов, бросков и захватов были разрешены.

## Последствия
Результат означал, что никто не должен был потерять лицо. Иноки мог заявить, что победил бы, если бы не штрафные санкции, в то время как Али мог защитить себя, заявив, что его противник жульничал. Однако бой был принят плохо. Толпа в «Будокане» закидала ринг мусором и скандировала: «Верните деньги! Верните деньги!». Донн Дрегер сказал о реакции: «Уборщикам „Будокана“ понадобился почти целый день, чтобы убрать мусор, который бросали в двух „комбатантов“ в результате их паршивого выступления». Левая нога Али так сильно распухла и кровоточила, что это привело к инфекции. Он также перенёс два тромба в ногах, что повлияло на его подвижность до конца его боксёрской карьеры. В какой-то момент обсуждался вопрос об ампутации, хотя Али настаивал в прессе, что ничего серьёзного не произошло.
Беспорядки и освистывания происходили не только в «Будокане», но и среди зрителей трансляций этого события, поскольку они не знали об ограничениях, наложенных на Иноки. Дейв Мельтцер объяснил это тем, что «они ожидали чего-то похожего на нечто среднее между боксёрским матчем и матчем по рестлингу, а получили ни то, ни другое». Только после боя Иноки смог объясниться с миром, критикующим его тактику во время боя. «Я был скован правилами, которые запрещали захваты, удары карате, удары на ковре. Я держался на расстоянии, чтобы не попасть под удары Али».

## Зрительская аудитория и доходы
Арена «Ниппон Будокан» на 14 500 мест была полностью распродана. Цены на билеты начинались от 5 000 иен, в то время как места у ринга для публики стоили 300 000 иен ($1 000), а «королевские места у ринга» для спонсоров стоили $3 000.
За боем наблюдали примерно 1,4 миллиарда зрителей по всему миру, включая более 54 миллионов зрителей в Японии. В США бой продали не менее 2 миллионов раз по системе PPV. При цене билета в $10, бой собрал не менее $20 миллионов (с поправкой на инфляцию $100 миллионов) или более^ если учитывать доходы платного показа в США.

## Наследие
Журналисты и фанаты бокса считают этот бой одним из самых позорных моментов в карьере как Али, так и его команды. Чжун Ри считал матч и своё участие в нём «позорным», а Ферди Пачеко даже отрицал своё участие в событии сорок лет спустя. Рефери Лебелл был единственным человеком, который вспоминал матч в положительном свете, назвав его «очень интересным, и отличным воспоминанием. … Это был „умный“ бой. Это были два чемпиона в своих искусствах».
Несмотря на матч, Али и Иноки стали хорошими друзьями после боя. Иноки начал использовать музыкальную тему Али «The Greatest» (взятую из биографического фильма об Али 1977 года) в качестве своей фирменной мелодии, а также позаимствовал у фанатов Али фирменную фразу «bom-ba-ye» из боя «Грохот в джунглях». Али продолжал боксировать в течение следующих пяти лет. В 1978 году он проиграл Леону Спинксу титул чемпиона WBA и WBC в тяжёлом весе, но в том же году в матче-реванше вернул себе титул WBA (WBC лишил Спинкса титула из-за его отказа драться с Кеном Нортоном, претендентом номер один). В 1986 году Спинкс также дрался с Иноки и проиграл ему в восьмом раунде матча за звание чемпиона мира WWF по боевым искусствам в тяжёлом весе. После двухлетнего перерыва Али проиграл Ларри Холмсу в 1980 году, а после поражения единогласным решением судей Тревору Бербику в 1981 году ушёл из бокса.
Иноки продолжал заниматься рестлингом в течение следующих 22 лет. В 1989 году Иноки создал свою собственную политическую партию — «Партия спорта и мира». Он был избран в палату советников парламента Японии. В 1990 году он был направлен на переговоры с Саддамом Хусейном по поводу освобождения японских граждан, находившихся в заложниках в Ираке. Али принял участие в неоднозначном двухдневном мероприятии Иноки по рестлингу в Пхеньяне, КНДР, под названием «Пхеньянский международный фестиваль спорта и культуры за мир», где в главном событии он боролся с Риком Флэром. Иноки покинул свой пост в 1995 году на фоне обвинений в том, что он был подкуплен якудзой. В 2012 году Иноки рассказал, что в 1990 году он принял ислам и взял себе имя «Мухаммад Хусейн Иноки».
Этот бой сыграл определённую роль в истории смешанных боевых искусств, особенно в Японии. Поединок вдохновил учеников Иноки Масакатсу Фунаки и Минору Судзуки на создание Pancrase в 1993 году, которая, в свою очередь, послужила толчком для основания Pride Fighting Championships в 1997 году. Позже Pride была приобретена её конкурентом Ultimate Fighting Championship в 2007 году.
В 1998 году, через 38 лет после своего дебюта в рестлинге, Иноки завершил карьеру. Али прилетел из США, чтобы посмотреть, как Иноки выиграл свой последний матч против Дона «Хищника» Фрая. После матча Али поднялся на ринг и обнял Иноки. Представитель Али зачитал сообщение по громкой связи:
Был 1976 год, когда я дрался с Антонио Иноки в «Будокане». На ринге мы были жесткими противниками. После этого мы построили любовь и дружбу на основе взаимного уважения. Поэтому сейчас, когда Антонио закончил карьеру, я чувствую себя не таким одиноким. Для меня большая честь стоять на ринге с моим хорошим другом спустя 22 года. Наше будущее светло и имеет четкое видение. Мы с Антонио Иноки приложили все усилия, чтобы установить мир во всем мире через спорт, чтобы доказать, что есть только одно человечество вне сексуальных, этнических или культурных различий. Мне очень приятно прийти сюда сегодня.